# Laguna El Carpincho
Laguna El Carpincho är en sjö i Argentina.   Den ligger i provinsen Buenos Aires, i den centrala delen av landet, 230 km väster om huvudstaden Buenos Aires. Laguna El Carpincho ligger 67 meter över havet. Arean är 3,2 kvadratkilometer. Den sträcker sig 2,2 kilometer i nord-sydlig riktning, och 3,1 kilometer i öst-västlig riktning.
Trakten runt Laguna El Carpincho består till största delen av jordbruksmark. Runt Laguna El Carpincho är det ganska glesbefolkat, med 42 invånare per kvadratkilometer.